# Luke Burgess (rugby à XIII)
Pour les articles homonymes, voir Burgess et Luke Burgess.

a Compétitions nationales et continentales officielles uniquement.

Luke Burgess, né le 20 février 1987 à Wakefield (Angleterre), est un joueur de rugby à XIII anglais évoluant au poste de pilier ou de deuxième ligne. Formé aux Rhinos de Leeds, il est prêté aux Harlequins de Londres lors de la saison 2007 avec lesquels il fait ses débuts en Super League, il revient ensuite à Leeds et y remporte à deux reprises la Super League (2008 et 2009). Il tente ensuite une expérience en National Rugby League aux Rabbitohs de South Sydney avec lesquels il remporte le titre en 2014. Il rejoint ensuite les Sea Eagles de Manly-Warringah en 2015 puis revient en Angleterre aux Salford Red Devils en 2016. Enfin, il rejoint les Dragons Catalans en 2017. Ses trois frères Tom, Sam et George sont tous joueurs de rugby à XIII de haut niveau.

## Biographie

### Enfance
Né d'une fratrie de treizistes, son père, Mark Burgess, décédé d'une maladie de neurone moteur, a évolué sous les couleurs de Nottingham City, Rochdale Hornets, Dewsbury et Hunslet. Sa mère est enseignante. Ses trois frères cadets, Sam, Tom et George sont des joueurs de rugby à XIII professionnel . Il passe son enfance dans le Yorkshire de l'Ouest.

## Palmarès
- Collectif :
  - Vainqueur de la National Rugby League : 2014 (Rabbitohs de South Sydney).
  - Vainqueur de la Super League : 2008 et 2009 (Rhinos de Leeds).
  - Finaliste du World Club Challenge : 2009 (Rhinos de Leeds).